# Howardena Pindell
Howardena Pindell (nascida em 14 de abril de 1943) é uma artista, curadora e educadora estadunidense. Ela é conhecida como pintora e artista de mídia mista, seu trabalho explora textura, cor, estruturas e o processo de fazer arte; muitas vezes é político, abordando as questões cruzadas de racismo, feminismo, violência, escravidão e exploração. Pindell é conhecida pela grande variedade de técnicas e materiais usados em suas obras de arte; ela criou pinturas abstratas, colagens, "desenhos de vídeo" e "arte de processo".

## Infância e educação
Howardena Pindell nasceu em 14 de abril de 1943, na Filadélfia, Pensilvânia, e foi criada no bairro de Germantown. Seus pais eram Mildred Lewis e Howard Douglas Pindell, ela foi filha única. Ela se formou na Philadelphia High School for Girls. Desde muito jovem, ela se mostrou promissora em aulas de arte figurativa no Philadelphia College of Art, no Fleisher Art Memorial e na Tyler School of Art.
Ela recebeu seu diploma de bacharel em 1965 pela Universidade de Boston e seu mestrado em 1967 pela Universidade Yale. Pindell estudou teoria das cores com Sewell Sillman.

## Carreira
Em 1967, Pindell começou a trabalhar no Departamento de Educação Artística do Museu de Arte Moderna (MoMA) na cidade de Nova York, passando mais tarde para uma posição de curadora no Departamento de Impressões e Livros Ilustrados. Ela continuaria a trabalhar no MoMA pelos próximos 12 anos (até 1979) em várias funções, incluindo assistente de exibição, assistente de curadoria e curadora associada.
Em 1972, Pindell co-fundou a AIR Gallery, que foi a primeira galeria dirigida por artistas para mulheres artistas nos Estados Unidos. Havia vinte artistas cofundadores, incluindo Nancy Spero, Agnes Denes, Barbara Zucker, Dotty Attie, Judith Bernstein, Harmony Hammond, Maude Boltz, Louise Kramer e outros. Na primeira reunião, realizada em 17 de março de 1972, Pindell sugeriu batizar a galeria de "Eyre Gallery" em homenagem ao romance Jane Eyre de Charlotte Brontë. Os artistas decidiram nomear a galeria "AIR Gallery", que significa "Artistas em Residência". A galeria permitia que mulheres artistas fizessem a curadoria de suas próprias exposições, permitindo-lhes a liberdade de assumir riscos com seu trabalho de uma forma que as galerias comerciais não fariam.
Em meados da década de 1970, ela começou a viajar para o exterior como palestrante e conferencista convidada. Seus seminários incluíram "Current American and Black American Art: A Historical Survey" na Faculdade de Madras de Artes e Ofícios na Índia, 1975, e "Black Artists, USA" na Academia de Arte em Oslo, Noruega, 1976.
Em 1977, ela era curadora associada do departamento de Impressões e Livros Ilustrados do MoMA. Pindell continuou a passar as noites criando suas próprias peças, inspirando-se em muitas das exposições organizadas pelo MoMA, especialmente a coleção do museu de túnicas Akan Batakari na exposição Artes Têxteis e Decorativas Africanas. Enquanto trabalhava no MoMA, Pindell criou um relatório estatístico de 7 anos, onde pesquisou instituições de arte e galerias no estado de Nova York que apresentavam representações de artistas e designers negros, asiáticos, hispânicos e nativos americanos. Suas descobertas estatísticas foram publicadas na edição de março de 1989 da ARTnews e descobriram que 54 das 64 instituições e galerias de arte pesquisadas (no estado de Nova York) representavam 90% ou mais de artistas brancos.
Atualmente, Pindell é professora de arte na Universidade Stony Brook, onde leciona desde 1979. Ela foi professora visitante no departamento de arte da Universidade de Yale de 1995 a 1999.
Ela foi entrevistada para o filme !Women Art Revolution (2010).

## Estilo artístico

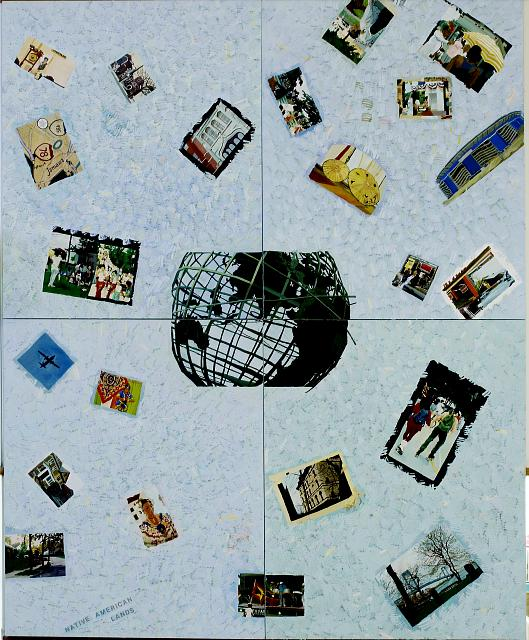
Pintura de Pindell em 1989. A obra é acrílica, papel e guache sobre tela

Após sua graduação no programa MFA (Master of Fine Arts) especializado em pintura na Universidade de Yale em 1967, Pindell mudou-se para a cidade de Nova York. Foi na cidade de Nova York que ela começou a trabalhar com abstração e colagem, encontrando inspiração no trabalho da colega de pós-graduação Nancy Silvia Murata. Na década de 1970, ela começou a desenvolver um estilo único, enraizado no uso de pontos e reminiscente do minimalismo e do pontilhismo. A partir do trabalho com pontos, Pindell passou a se valer dos restos de círculos de papel que resultaram da produção de seus trabalhos pontilhistas. David Bourdon escreve: "em 1974, Pindell desenvolveu uma forma mais tridimensional e mais pessoal de pontilhismo, empunhando um furador de papel para cortar uma infinidade de discos semelhantes a confetes, que ela dispersou com vários graus de premeditação e aleatoriedade sobre as superfícies de as fotos dela". Um exemplo disso é um desenho-colagem sem título de 43,18 x 228,6 cm de 1973; Pindell usou mais de 20 mil pontos de papel numerados à mão para formar linhas verticais e horizontais com tranquilidade rítmica, unindo ordem e caos.
Em 1969, Pindell ganhou reconhecimento por sua participação na exposição American Drawing Biennial XXIII no Norfolk Museum of Arts and Sciences, e em 1972, teve sua primeira grande exposição no Spelman College em Atlanta.
Em 1973, seu trabalho com círculos foi aclamado em uma exposição na AIR Gallery no SoHo, onde seu estilo se solidificou em expressão por meio de "pinturas abstratas em grande escala, sem título e sem representação". Também em 1973, Pindell começou a trabalhar em sua série "Video Drawings". Seguindo o conselho de seu médico, Pindell comprou uma televisão para seu estúdio para incentivá-la a trabalhar longas horas em seus trabalhos pontuais. Ela se interessou pela luz artificial de seu monitor de televisão e começou a escrever pequenos numerais em acetato, que colou na tela da TV. Ela então fotografou seus desenhos colocados sobre o monitor. Esses experimentos levam a uma longa série de trabalhos que apresentam seus desenhos sobre eventos esportivos e transmissões de notícias, incluindo eleições televisionadas.
As pinturas em spray que ela fez no início dos anos 1970, que faziam uso de pedaços de papel com furos, eram escuras e fumegantes, mas também havia uma luz tremeluzente. Essa aparência de luz continuaria quando Pindell começasse a construir os pontos perfurados na tela, às vezes até espalhando glitter na superfície. Essas telas eram ricas festas visuais de cor e luz.
Nesses anos, Pindell também descreve ter sentido grande influência em seu trabalho do Black Power e dos movimentos feministas, bem como da exposição a novas formas de arte durante seu trabalho diário no MoMA e suas viagens ao exterior (principalmente para a África). Ela ficou fascinada pela escultura africana exposta no MoMA e no Museu do Brooklyn, e começou a espelhar a prática de codificação e acumulação em seu próprio trabalho. O material dessas peças também reformou o trabalho de Pindell: enquanto a arte africana adota o uso de objetos na escultura, como miçangas, chifres, conchas, cabelos e garras, as colagens de Pindell começaram a incorporar elementos adicionais, incluindo papel, purpurina, acrílico e tinta.
Na década de 1980, Pindell também trabalhava em telas não esticadas. Alguns trabalhos em grande escala têm um efeito semelhante de parecer totalmente branco à distância, mas na verdade são feitos de pequenos pontos de papel colorido, lantejoulas e tinta. Pindell comparou essa experiência de ver suas pinturas a branquear sua própria identidade para torná-la mais palatável para o mundo da arte. No entanto, ela também recebeu críticas porque este trabalho não era abertamente político na aparência. Nessa época, ela também começou a combinar as ideias dos desenhos em vídeo e dos trabalhos perfurados; ela começou a adicionar números a cada furador individual e a organizá-los em fileiras extremamente organizadas.
Em 1979, Pindell sofreu um traumático acidente de carro, do qual sofreu grave perda de memória. Foi nesse ponto que seu trabalho se tornou muito mais autobiográfico, em parte como um esforço para ajudá-la a se curar. Sua pintura Autobiography, que fazia parte de uma série de oito pinturas sobre sua recuperação, usava o próprio corpo de Pindell como ponto focal. Para esta peça, ela cortou e costurou um contorno traçado de si mesma em um grande pedaço de tela como parte de uma colagem complexa. Ela também começou a colar cartões postais de amigos e de suas próprias viagens em seu trabalho. Ela costumava cortar os cartões postais em tiras angulares e colá-los com cerca de uma polegada de distância, deixando espaço para pintar entre as tiras. A repetição de formas criava uma sensação vibrante e fraturada. Seu motivo para usar cartões postais era despertar sua memória que havia sido afetada no acidente de carro.
Em 1980, ela fez um vídeo chamado Free, White, and 21, no qual aparece com uma peruca loira, óculos escuros e uma meia clara sobre a cabeça como uma caricatura de uma mulher branca, discutindo casos de racismo que ela experimentou ao longo de sua vida. "Você realmente deve estar paranóico", diz Pindell interpretando a mulher branca, "nunca tive experiências como essa. Mas, claro, sou livre, branca e com 21 anos". Logo ela começou a dedicar um foco particular ao racismo no mundo da arte, um assunto sobre o qual publicou vários escritos. Em 1980, ela abordou abertamente a persistente presença do racismo mesmo dentro do movimento feminista, organizando uma exposição na AIR Gallery intitulada The Dialectics of Isolation: An Exhibition of Third World Women Artists of the US. Ela tornou-se cada vez mais consciente de que muitas vezes havia sido selecionada para exibição como um símbolo negro entre um grupo de outros artistas. Ela e Carolyn Martin cofundaram um coletivo de artistas de mulheres negras intergeracional chamado "Entitled: Black Women Artists", que desde então se tornou internacional, provavelmente graças às viagens e palestras consistentes de Pindell. Ao longo dos anos, ela visitou cinco continentes e morou no Japão, Suécia e Índia por alguns períodos, enquanto produzia novos trabalhos e palestras/escritos sobre racismo e a comunidade artística.
Ao longo da década de 1980, ela continuou a trabalhar com expressões de identidade por meio de sua pintura, particularmente em sua própria negociação de identidades múltiplas, já que sua herança inclui raízes africanas, européias, seminoles, centro-americanas e afro-caribenhas, juntamente com sua posição como etnicamente judia, criada cristã. Durante esse tempo, suas peças também se tornaram cada vez mais políticas, abordando questões femininas, racismo, abuso infantil, escravidão e AIDS. De acordo com Pindell, entre os críticos deste novo trabalho, "havia uma nostalgia pelo meu trabalho não relacionado a questões da década de 1970".
Na década de 1990, Pindell exibiu uma série de obras memoriais e uma sequência de pinturas de "palavras", nas quais sua silhueta corporal é sobreposta por palavras como "tráfico de escravos". Esta série posterior é uma reminiscência de um trabalho anterior sobre a África do Sul que apresenta uma tela recortada grosseiramente costurada e a palavra "INTERROGAÇÃO" colocada no topo.
No final dos anos 1940, início dos anos 1950, Howardena ganhou inspiração para suas obras de arte mais circulares de uma garrafa de root beer que ela viu enquanto estava com seus pais em Ohio. O fundo da caneca tinha um grande círculo vermelho, uma marca que já foi colocada em pratos e talheres usados para servir pessoas de cor no sul.

## Exposições
Desde sua primeira grande mostra na Faculdade Spelman em 1971, Pindell já expôs em várias exposições individuais e coletivas.

### Exposições individuais
1971
- Paintings and Drawings by Howardena Pindell, Rockefeller Memorial Galleries, Spelman College, Atlanta, de 7 a 23 de novembro

1973
- Howardena Pindell, AIR Gallery, Nova York
- Howardena Pindell, Douglass College Art Gallery, Rutgers University, New Brunswick, Nova Jersey

1974
- Howardena Pindell: Pinturas e Desenhos, Michael C. Rockefeller Arts Center, Universidade do Estado de Nova York, Fredonia

1976–1977
- Howardena Pindell: Video Drawings, Henie-Onstad Kunstsenter, Høvikodden, Noruega; Kunstforeningen, Copenhaga; Fyns Stiftsmuseum, Odense, Dinamarca; Vassar College Art Gallery, Poughkeepsie, Nova York; Student Union Gallery, Universidade de Massachusetts, Amherst

1977
- Howardena Pindell, Just Above Midtown, Inc., Nova York

1978
- Howardena Pindell, Academia de Arte de Cincinnati

1979
- Howardena Pindell: Works on Paper, Canvas and Video Drawings, Universidade do Estado de Nova York em Stony Brook

1980
- Howardena Pindell: New Works on Paper and Canvas, Galeria Lerner-Heller, Nova York, 5 a 30 de abril

1981
- Howardena Pindell: Recent Works on Canvas, Galeria Lerner-Heller, Nova York, 4 a 29 de abril
- Howardena Pindell: Recent Works on Paper, Monique Knowlton Gallery, Nova York, 4 de abril a 2 de maio

1983
- Howardena Pindell, Memory Series: Japan, AIR Gallery, Nova York, de 1 a 19 de fevereiro

1985
- Howardena Pindell: Traveller's Memories, Japan, Museu de Arte de Birmingham, Alabama, 20 de janeiro a 17 de março
- Howardena Pindell: Traveller's Memories, India, David Heath Gallery, Atlanta, 5 de fevereiro a 2 de março

1986
- Howardena Pindell: Odyssey, The Studio Museum no Harlem, Nova York, de 12 de fevereiro a 12 de junho
- Howardena Pindell, Galeria Harris-Brown, Boston
- Howardena Pindell: Recent Work, Grand Rapids Art Museum, Michigan

1987
- Howardena Pindell, GR N'Namdi Gallery, Detroit, 25 de setembro a 7 de novembro

1989
- Howardena Pindell, Wadsworth Atheneum, Hartford, Connecticut, 25 de março a 18 de junho
- Howardena Pindell: Autobiography, Cyrus Gallery, Nova York, 5 de outubro a 18 de novembro

1990
- Howardena Pindell, Grove Gallery, State University of New York, Albany, 11 de outubro a 30 de novembro

1992
- Howardena Pindell, David Heath Gallery, Atlanta
- Howardena Pindell, GR N'Namdi Gallery, Birmingham, Michigan
- Howardena Pindell: A Retrospective 1972–1992, Bevier Gallery, Rochester Institute of Technology, Rochester, NY, 13 de novembro a 9 de dezembro

1993
- Howardena Pindell: A Retrospective 1972–1992, Art Gallery, Georgia State University, Atlanta, 14 de julho a 13 de agosto

1995
- Howardena Pindell, GR N'Namdi Gallery, Birmingham, Michigan

1996
- Howardena Pindell: Mixed Media on Canvas, Johnson Gallery, Bethel University, St. Paul, Minnesota, 2 de janeiro a 29 de fevereiro
- Howardena Pindell, GR N'Namdi Gallery, Chicago

1999
- Witness to Our Time: A Decade of Work by Howardena Pindell, Heckscher Museum of Art, Huntington, Nova York

2000
- Howardena Pindell: Collages, GR N'Namdi Gallery, Birmingham, Michigan
- Howardena Pindell: Recent Work, GR N'Namdi Gallery, Chicago

2001
- Howardena Pindell: An Intimate Retrospective, Museu Harriet Tubman, Macon, Geórgia, 7 de março a 7 de abril

2002
- Howardena Pindell, Diggs Gallery, Winston-Salem State University, Carolina do Norte

2003
- Howardena Pindell, G.R. N’Namdi Gallery, Detroit

2004
- Howardena Pindell: Works on Paper, 1968–2004, Sragow Gallery, Nova York, 3 de abril a 5 de junho
- Howardena Pindell: Visual Affinities, Heckscher Museum of Art, Huntington, Nova York, 15 de maio a 27 de junho

2006
- Howardena Pindell: In My Lifetime, G.R. N’Namdi Gallery, Nova York, 3 de junho a 31 de agosto

2007
- Howardena Pindell: Hidden Histories, Louisiana Art and Science Museum, Baton Rouge, 10 de janeiro a 5 de abril

2009
- Howardena Pindell: Autobiography: Strips, Dots, and Video, 1974–2009, Sandler Hudson Gallery, Atlanta, 23 de outubro a 28 de novembro

2013
- Howardena Pindell: Video Drawings, 1973–2007, Howard Yezerski Gallery, Boston, 15 de março a 16 de abril

2014
- Howardena Pindell: Paintings, 1974–1980, Garth Greenan Gallery, New York, 10 de abril a 17 de maio

2015
- Howardena Pindell, Honor Fraser, Los Angeles, 11 de setembro a 29 de outubro
- Howardena Pindell, Spelman College Museum of Fine Art, Atlanta, 25 de agosto a 5 de dezembro[33]

2017
- Howardena Pindell: Recent Paintings, Garth Greenan Gallery, Nova York, 26 de outubro a 16 de dezembro

2018
- Howardena Pindell: What Remains to Be Seen, Museum of Contemporary Art, Chicago, 24 de fevereiro a 20 de maio[34] e Virginia Museum of Fine Arts, Richmond, 25 de agosto a 25 de novembro

2019
- Howardena Pindell: What Remains to Be Seen, Rose Art Museum, Brandeis University, 1 de fevereiro a 19 de maio[35]

2020
- Howardena Pindell: Rope/Fire/Water, The Shed, Nova York, 16 de outubro de 2020 a 28 de março de 2021[36]

2022
- Howardena Pindell: A New Language, Kettle's Yard, Cambridge, Reino Unido, 2 de julho a 30 de outubro (primeira exibição solo no Reino Unido)[37]

### Exposições em grupo
1969
- XXIII American Drawing Biennial, Norfolk Museum of Arts and Sciences, Virginia, 2 de fevereiro a 9 de março

1971
- Contemporary Black Artists in America, Whitney Museum of American Art, Nova York, 6 de abril a 16 de maio
- 26 Contemporary Women Artists, Aldrich Museum of Contemporary Art, Ridgefield, Connecticut, 18 de abril a 13 de junho

1972
- Annual Exhibition: Contemporary American Painting, Whitney Museum of American Art, Nova York, 25 de janeiro a 19 de março
- A New Vitality in Art: The Black Woman, John and Norah Warbeke Gallery, Mount Holyoke College, South Hadley, Massachusetts, 6 a 30 de abril
- American Women Artists, Kunsthaus Hamburg, Hamburgo, 14 de abril a 14 de maio
- Unlikely Photography, Institute of Contemporary Arts, Londres, 5 de agosto a 26 de setembro

1973
- Harmony Hammond and Howardena Pindell, A.I.R. Gallery, Nova York, 13 a 31 de janeiro
- Yngre Amerikansk Kunst: Tegninger og Grafik, Gentofte Rådhus, Copenhaga, 24 de janeiro a 11 de fevereiro; Aarhus Kunstmuseum, Dinamarca, 18 de fevereiro a 4 de março; Henie-Onstad Kunstsenter, Høvikodden, Noruega, 18 de março a 15 de abril; Hamburger Kunsthalle, Hamburgo, 28 de abril a 11 de junho; Moderna Museum, Estocolmo, 15 de setembro a 21 de outubro
- New American Graphic Art, Fogg Art Museum, Harvard University, 12 de setembro a 28 de outubro
- Blacks: USA: 1973, New York Cultural Center, Nova York, 26 de setembro a 15 de novembro

1974
- Painting and Sculpture Today, Indianapolis Museum of Art, 22 de maio a 14 de julho; Contemporary Art Center and Taft Museum, Cincinnati, 12 de setembro a 26 de outubro
- Five American Women in Paris, Galerie Gerald Piltzer, Paris, fevereiro
- Paperworks, Rosa Esman Gallery, Nova York

1975
- Artists Make Toys, Clocktower Gallery, Nova York, 1 a 15 de janeiro
- Color, Image, Light, Women's Interart Center, Nova York, 13 a 30 de novembro
- Art on Paper, Weatherspoon Art Gallery, University of North Carolina, Greensboro, 16 de novembro a 14 de dezembro

1975–1976
- Painting, Drawing, and Sculpture of the ’60s and ’70s from the Dorothy and Herbert Vogel Collection, Institute of Contemporary Art, University of Pennsylvania, Filadélfia, 7 de outubro a 18 de novembro; Contemporary Arts Center, Cincinnati, 17 de dezembro de 1975 a 15 de fevereiro de 1976

1976
- Rooms: P.S.1, Institute for Art and Urban Resources, Queens, Nova York, 9 a 26 de junho
- Project Rebuild, Grey Art Gallery & Study Center, New York University, Nova York, 11 a 27 de agosto
- American Artists ’76: A Celebration, Marion Koogler McNay Art Institute, San Antonio
- Photonotations, Rosa Esman Gallery, Nova York
- Works on Paper, Monique Knowlton Gallery, Nova York

1976–1977
- The Handmade Paper Object, Santa Barbara Museum of Art, Santa Barbara, 29 de outubro a 28 de novembro de 1976; Oakland Museum of California, Oakland, 21 de dezembro de 1976 a 6 de fevereiro de 1977; Institute of Contemporary Arts, Boston, 10 de maio a 14 de junho de 1977

1976–1979
- Herbert Distel: The Museum of Drawers, Museum der Stadt Solothurn, Suécia, 29 de outubro a 28 de novembro de 1976; International Curatorial Centrum, Antwerp, 18 de dezembro de 1976 a 9 de janeiro de 1977; Museum Schwäbisch Gmünd, Alemanha, 23 de janeiro a 20 de fevereiro de 1977; Cooper-Hewitt Museum, Nova York, 21 de março a 7 de maio de 1978; New Orleans Museum of Art, 25 de agosto a 15 de outubro de 1978; Wadsworth Atheneum, Hartford, novembro a dezembro de 1978; Kunstmuseum Bern, ?Suécia, 2 de maio a 10 de junho, 1979

1977
- The Material Dominant: Some Current Artists and Their Media, Pennsylvania State University Museum of Art, University Park, 29 de janeiro a 27 de março
- Drawing and Collage: Selections from the New York University Collection, Grey Art Gallery & Study Center, New York University, Nova York, 1 de junho a 1 de julho
- Patterning and Decoration, Museum of the American Foundation for the Arts, Miami, 7 de outubro a 30 de novembro

1977–1978
- Works from the Collection of Dorothy and Herbert Vogel, University of Michigan Museum of Art, Ann Arbor, 11 de novembro de 1977 a 1 de janeiro de 1978
- New Ways with Paper, National Collection of Fine Arts, Smithsonian Institution, 2 de dezembro de 1977 a 20 de fevereiro de 1978

1978
- Overview, 1972–1977: An Exhibition in Two Parts, A.I.R. Gallery, Nova York, 5 de março a 9 de abril
- Thick Paint, Renaissance Society at the University of Chicago, 1 de outubro a 8 de novembro

1979
- Visual Poetry and Language Art, California Polytechnic State University, San Luis Obispo, 26 de março a 13 de abril
- As We See Ourselves: Artists’ Self-Portraits, Heckscher Museum of Art, Huntington, Nova York, 22 de junho a 5 de agosto
- Another Generation, The Studio Museum in Harlem, Nova York

1980
- Howardena Pindell and Jack Whitten, Holman Hall Gallery, Trenton State College, 14 a 29 de fevereiro
- Fire and Water: Paper as Art, Rockland Center for the Arts, West Nyack, Nova York, 30 de março a 4 de maio

1980–1984
- Afro-American Abstraction: An Exhibition of Painting and Sculpture by Nineteen Black American Artists, Institute for Art and Urban Resources, P.S. 1 Contemporary Art Center, Queens, Nova York, 17 de feverieiro a 6 de abril de 1980; Everson Museum of Art, Syracuse, Nova York, 6 de fevereiro a 29 de março de 1981; Los Angeles Municipal Art Gallery, 1 de julho a 30 de agosto de 1982; Oakland Museum of California, 13 de novembro de 1982 a 2 de janeiro de 1983; Brooks Memorial Art Gallery, Memphis, 2 de fevereiro a 20 de março de 1983; The Art Center, South Bend, Indiana, 4 de setembro a 16 de outubro de 1983; Toledo Museum of Art, Ohio, 22 de janeiro a 26 de fevereiro de 1984; Bellevue Art Museum, Washington, 25 de março a 6 de maio de 1984; Laguna Gloria Art Museum, Austin, 1 de junho a 15 de julho de 1984; Mississippi Museum of Art, Jackson, 14 de setembro a 4 de novembro de 1984

1981
- Stay Tuned, New Museum of Contemporary Art, Nova York, 25 de julho a 10 de setembro
- Five on Fabric, Laguna Gloria Art Museum, Austin, 28d de agosto a 11 de outubro

1982
- Nancy Reagan Fashion Show, Printed Matter, Nova York, 1 a 30 de abril

1982–1983
- On Trial: Yale School of Art, 22 Wooster Gallery, Nova York, 29 de dezembro de 1982 a 8 de janeiro de 1983

1983
- All that Glitters, Tweed Gallery, Plainfield, Nova Jersey, 11 de maio a 18 de junho
- Keeping Culture Alive: Artists’ Housing in New York, Urban Center Galleries, Municipal Art Society, Nova York, 22 de agosto a 17 de setembro
- Language, Drama, Source, and Vision, New Museum of Contemporary Art, Nova York, 8 de outubro a 27 de novembro
- The Television Show: Video Photographs, Robert Freidus Gallery, Nova York

1984
- A Celebration of American Women Artists: Part II, the Recent Generation, Sidney Janis Gallery, Nova York, 11 de fevereiro a 3 de março
- ID: An Exhibition of Third World Woman Photographers, Institute for Art and Urban Resources, P.S. 1 Contemporary Art Center, Queens, Nova York, 14 de outubro a 9 de dezembro
- Labor Intensive Abstraction, The Clocktower, Nova York, 8 de novembro a 8 de dezembro

1985–1986
- Adornments, Bernice Steinbaum Gallery, Nova York, 10 de dezembro de 1985 a 4 de janeiro de 1986

1985–1987
- Tradition and Conflict: Images of a Turbulent Decade, 1963–1973, The Studio Museum in Harlem, Nova York, 27 de janeiro a 30 de junho de 1985; Lang Gallery, Scripps College, Claremont, California, 19 de janeiro a 20 de fevereiro de 1986; Heckscher Museum of Art, Huntington, Nova York, 22 de março a 17 de abril de 1986; Museum of the Center for Afro-American Artists, Boston, 18 de maio a 22 de junho de 1986; Peninsula Fine Arts Center, Newport News, Virginia, 11 de agosto a 26 de setembro de 1986; Museum of Art and Archaeology, University of Missouri, Columbia, 15 de novembro de 1986 a 4 de janeiro de 1987; David and Alfred Smart Gallery, University of Chicago, 15 de maio a 30 de junho de 1987; Arkansas Arts Center, Little Rock, 7 de agosto a 20 de setembro de 1987; Tower Fine Arts Gallery, State University of New York, Brockport, 9 de outubro a 15 de novembro de 1987

1986
- Transitions: The Afro-American Artist, Bergen Museum of Art and Science, Paramus, Nova Jersey, 1 a 26 de fevereiro
- In Homage to Ana Mendieta, Zeus-Trabia Gallery, Nova York, 6 a 25 de fevereiro
- Progressions: A Cultural Legacy, The Clocktower, Nova York, 13 de fevereiro a 15 de março
- Television’s Impact on Contemporary Art, Queens Museum, Nova York, 13 de setembro a 26 de outubro
- Masters of Color, Harris-Brown Gallery, Boston, 15 de outubro a 15 de novembro

1987
- Race and Representation, Art Gallery, Hunter College, City University of New York, 26 de janeiro a 6 de março
- The Afro-American Artist in the Age of Cultural Pluralism, Montclair Art Museum, Nova Jersey, 1 de fevereiro a 8 de março
- 9 Uptown, Harlem School of the Arts, Nova York, 11 de abril a 9 de maio
- Home, Goddard-Riverside Community Center, Nova York, 8 a 31 de maio

1987–1988
- Outrageous Women, Ceres Gallery, Nova York, 2 de dezembro de 1987 a 1 de janeiro de 1988

1988
- 1938–1988: The Work of Five Black Women Artists, Art Gallery, Atlanta College of Art, 8 de julho a 7 de agosto

1988–1989
- The Turning Point: Art and Politics in 1968, Cleveland Center for Contemporary Art, 9 de setembro a 16 de outubro de 1988; Art Gallery, Lehman College, City University of New York, Bronx, 10 de novembro de 1988 a 14 de janeiro de 1989
- Art as a Verb: The Evolving Continuum, Maryland Institute College of Art, Baltimore, 21 de novembro de 1988 a 8 de janeiro de 1989; Metropolitan Life Gallery, Nova York, 6 de março a 8 de abril de 1989; The Studio Museum in Harlem, Nova York, 12 de março a 18 de junho de 1989
- Alice and Look Who Else, Through the Looking Glass, Bernice Steinbaum Gallery, Nova York, 10 de dezembro de 1988 a 7 de janeiro de 1989

1989
- Bridges and Boundaries, Newhouse Center for Contemporary Art, Staten Island, Nova York, 7 de janeiro a 19 de fevereiro
- Making Their Mark: Women Artists Move into the Mainstream, 1970–1985, Cincinnati Art Museum, 22 de fevereiro a 2 de abril; New Orleans Museum of Art, 6 de abril a 8 de junho; Denver Art Museum, 22 de julho a 10 de setembro; Pennsylvania Academy of the Fine Arts, Filadélfia, 20 de outubro a 31 de dezembro
- On the Cutting Edge: 10 Curators Choose 30 Artists, Fine Arts Museum of Long Island, Hempstead, Nova York, 16 de abil a 25 de junho

1990
- The Decade Show: Frameworks of Identity in the 1980s, New Museum of Contemporary Art, Nova York, 12 de maio a 19 de agosto; Museum of Contemporary Hispanic Art, Nova York, 16 de maio a 18 de agosto; The Studio Museum in Harlem, Nova York, 19 de maio a 18 de agosto
- Figuring the Body, Museum of Fine Arts, Boston, 28 de julho a 28 de outubro

1991
- Center Margins, Howard Yezerski Gallery, 6 de janeiro a 6 de fevereiro
- Aspects of Collage, Guild Hall Museum, Nova York, 5 de maio a 9 de junho

1995
- Chess and Checkers, Exit Art, Nova York, 23 de setembro a 25 de outubro

1996
- Sexual Politics: Judy Chicago’s Dinner Party in Feminist Art History, Armand Hammer Museum of Art and Cultural Center, University of California, Los Angeles, 24 de abril a 18 de agosto
- Thinking Print: Books to Billboards, 1980–95, Museum of Modern Art, Nova York, 20 de junho a 10 de setembro

1996–1998
- Sniper’s Nest: Art that Has Lived with Lucy R. Lippard, Center for Curatorial Studies, Bard College, Annandale-on-Hudson, Nova York, 28 de outubro a 22 de dezembro de 1996; Scales Fine Arts Center, Wake Forest University, Winston-Salem, Carolina do Norte, 15 de janeiro a 10 de abril de 1997; Blanton Museum of Art, University of Texas, Austin, 6 de junho a 20 de julho de 1997; Spencer Museum of Art, University of Kansas, Lawrence, 2 de novembro a 21 de dezembro de 1997; New Mexico Museum of Art, Santa Fé, 24 de abril a 28 de setembro de 1998

1996–1999
- Bearing Witness: Contemporary Works by African American Women Artists, Museum of Fine Art, Spelman College, Atlanta, 16 de julho a 31 de dezembro de 1996; Fort Wayne Museum of Art, Indiana, 1 de fevereiro a 30 de março de 1997; Polk Museum of Art, Lakeland, Flórida, 4 de novembro de 1997 a 7 de janeiro de 1998; The Columbus Museum, Columbus, Georgia, 25 de janeiro a 16 de março de 1998; African-American Museum, Dallas, 6 de abril a 19 de maio de 1998; Minnesota Museum of American Art, St. Paul, 6 de junho a 11 de agosto de 1998; Kennedy Museum of American Art, Ohio University, Athens, 1 de setembro a 14 de outubro de 1998; Gibbes Museum of Art, Charleston, 4 de novembro de 1998 a 7 de janeiro de 1999; Ulrich Museum of Art, Wichita, 28 de janeiro a 16 de março de 1999; Portland Museum of Art, Portland, Maine, 6 de abril a 30 de maio de 1999; Museum of Fine Arts, Houston, 19 de junho a 15 de agosto de 1999; African-American Historical and Cultural Museum of the San Joaquin Valley, Fresno, California, 4 de setembro a 8 de outubro de 1999

1998
- Women Artists in the Vogel Collection, Brenau University, Gainesville, Geórgia, 5 de fevereiro a 5 de abril
- Not for Sale: Feminism and Art in the USA during the 1970s, Apex Art, Nova York, 12 de fevereiro a 14 de março

2000
- An Exuberant Bounty: Prints and Drawings by African Americans, Philadelphia Museum of Art, 5 de fevereiro a 16 de abril
- Hidden Histories: African American Slavery and the Philippine Struggle for Independence after the War of 1898, Pro Arts, Oakland, California, 8 de março a 15 de abril

2002
- Outer and Inner Space: A Video Exhibition in Three Parts, Virginia Museum of Fine Arts, Richmond, 18 de janeiro a 18 de outubro
- Math-Art/Art-Math, Selby Gallery, Ringling College of Art and Design, Sarasota, Flórida, 22 de fevereiro a 30 de março

2002–2004
- In the Spirit of Martin: The Living Legacy of Dr. Martin Luther King, Jr., Charles H. Wright Museum of African American History, Detroit, 12 de janeiro a 4 de agosto de 2002; Bass Museum of Art, Miami Beach, 7 de setembro a 1 de dezembro de 2002; Frederick R. Weisman Art Museum, Minneapolis, 4 de janeiro a 6 de abril de 2003; International Gallery, Smithsonian Institution, Washington, D.C., 15 de maio a 17 de julho de 2003; Memphis Brooks Museum of Art, Memphis, 30 de agosto a 9 de novembro de 2003; Montgomery Museum of Fine Arts, Alabama,20 de dezembro de 2003 a 28 de março de 2004

2003
- Layers of Meaning: Collage and Abstraction in the Late 20th Century, Pennsylvania Academy of the Fine Arts, Filadélfia, 8 de fevereiro a 27 de abril
- Wish You Were Here, Too, A.I.R. Gallery, Nova York, 24 de junho a 19 de julho

2003–2004
- Strange Days, Museum of Contemporary Art, Chicago, 20 de setembro de 2003 a 4 de julho de 2004

2004
- Something to Look Forward to, Phillips Museum of Art, Franklin & Marshall College, Lancaster, Pensilvânia, 26 de março a 27 de junho

2004–2005
- Creating Their Own Image, Arnold and Sheila Aronson Galleries, Sheila C. Johnson Design Center, The New School, Nova York, 26 de novembro de 2004 a 30 de janeiro de 2005

2005
- Double Consciousness: Black Conceptual Art since 1970, Contemporary Arts Museum, Houston, 22 de janeiro a 17 de abril
- Bodies of Evidence: Contemporary Perspectives, Museum of Art, Rhode Island School of Design, Providence, 1 de julho a 25 de setembro

2006
- An Atlas of Drawings: Transforming Chronologies, Museum of Modern Art, Nova York, 26 de janeiro a 2 de outubro
- Driven to Abstraction: Contemporary Work by American Artists, New York State Museum, Albany, 28 de janeiro a 26 de março
- Energy/Experimentation: Black Artists and Abstraction, 1964–1980, The Studio Museum in Harlem, Nova York, 5 de abril a 2 de julho
- High Times, Hard Times: New York Painting, 1967–1975, Weatherspoon Art Museum, University of North Carolina, Greensboro, 6 de agosto a 15 de outubro de 2006; American University Museum at the Katzen Arts Center, American University, Washington, DC, 21 de novembro de 2006 a 21 de janeiro de 2007; National Academy Museum, Nova York, 13 de fevereiro a 22 de abril de 2007

2007
- For the Love of the Game: Race and Sport in African-American Art, Wadsworth Atheneum, Hartford, Connecticut, 1 de junho a 30 de novembro
- WACK! Art and the Feminist Revolution, Museum of Contemporary Art, Los Angeles, 4 de março a 16 de julho de 2007; National Museum of Women in the Arts, Washington, DC, 21 de setembro a 16 de dezembro de 2007; P.S. 1 Contemporary Art Center, Queens, Nova York, 17 de fevereiro a 12 de março de 2008; Vancouver Art Gallery, Vancouver, 4 de outubro de 2008 a 18 de janeiro de 2009
- Lines, Grids, Stains, Words, Museum of Modern Art, Nova York, 13 de junho a 22 de outubro de 2007; Museu de Arte Contemporânea de Serralves, Porto, Portugal, 9 de maio a 22 de junho de 2008; Museum Wiesbaden, Alemanha, 28 de setembro de 2008 a 1 de janeiro de 2009
- Cinema Remixed and Reloaded: Black Women Artists and the Moving Image since 1970, Museum of Fine Art, Spelman College, Atlanta, 14 de setembro de 2007 a 28 de maio de 2008; Contemporary Arts Museum, Houston, 18 de outubro de 2008 a 4 de janeiro de 2009

2008
- Strength in Numbers: Artists Respond to Conflict, Sragow Gallery, Nova York, 3 de junho a 31 de julho

2009
- Paper: Pressed, Stained, Slashed, Folded, Museum of Modern Art, Nova York, 11 de março a 22 de junho
- Hidden Gems: Works on Paper, June Kelly Gallery, Nova York, 9 a 31 de julho

2010
- The Chemistry of Color: African-American Artists in Philadelphia, 1970–1990, Pennsylvania Academy of the Fine Arts, Filadélfia, 11 de janeiro a 10 de abril
- Collected: Reflections on the Permanent Collection, The Studio Museum in Harlem, Nova York, 1 de abril a 27 de junho
- Pictures by Women: A History of Modern Photography, Museum of Modern Art, Nova York, 7 de maio de 2010 a 18 de abril de 2011
- Embodied: Black Identities in American Art from the Yale University Art Gallery, David C. Driskell Center, University of Maryland, College Park, 16 de setembro a 29 de outubro de 2010; Yale University Art Gallery, New Haven, Connecticut, 16 de setembro de 2010 a 26 de junho de 2011

2011
- Currents in Contemporary Art, Orlando Museum of Art, Orlando, Flórida, 1 de janeiro a 30 de junho
- VideoStudio: Playback, The Studio Museum in Harlem, 31 de março a 26 de junho

2012
- Full Spectrum: Prints from the Brandywine Workshop, Philadelphia Museum of Art, 7 de setembro a 25 de novembro

2013
- Black in the Abstract, Part I: Epistrophy, Contemporary Arts Museum, Houston, 31 de outubro de 2013 a 19 de janeiro de 2014

2014
- Art Expanded, 1958–1978, Walker Art Center, Minneapolis, Minnesota, 14 de junho de 2014 a 8 de março de 2015
- Variation: Conversations in and around Abstract Painting, Los Angeles County Museum of Art, 24 de agosto de 2014 a 22 de março de 2015
- Go Stand Next to The Mountain, Hales Gallery, Londres, 28 de novembro de 2014 a 24 de janeiro de 2015

2015
- Represent: 200 Years of African American Art, Philadelphia Museum of Art, 10 de janeiro a 5 de abril
- New Acquisitions, Rose Art Museum, Brandeis University, Waltham, Massachusetts, 11 de fevereiro a 7 de junho
- Piece Work, 32 Edgewood Gallery, Yale University School of Art, New Haven, Connecticut,  6 de abril a 24 de maio
- America Is Hard to See,  Whitney Museum of American Art, Nova York, 1 de maio a 27 de setembro
- H
- Greater New York, MoMA P.S. 1, Queens, Nova York, 11 de outubro de 2015 a 7 de março de 2016
- Marks Made, Museum of Fine Arts, St. Petersburg, Flórida, 17 de outubro de 2015 a 24 de janeiro de 2016
- Painting 2.0: Expression in the Information Age, Museum Brandhorst, Munique, 13 de novembro de 2015 a 15 de abril de 2016; Museum Moderner Kunst, Viena, 2 de junho a 25 de setembro de 2016
- You Go Girl! Celebrating Women Artists, Heckscher Museum of Art, Huntington, Nova York, 5 de dezembro de 2015 a 3 de abril de 2016

2016
- Blue and Black: African Rainbow, University of Delaware, Newark, 10 de fevereiro a 15 de maio
- Surface Area: Selections from the Permanent Collection, The Studio Museum in Harlem, Nova York, 24 de março a 26 de junho
- Hey You! Who Me?, 32 Edgewood Gallery, Yale University School of Art, New Haven, Connecticut, 6 de abril a 5 de junho
- FORTY, MoMA P.S. 1, Queens, Nova York, 19 de junho a 29 de agosto
- Skins: Body as Matter and Process, Garth Greenan Gallery, Nova York, 23 de junho a 29 de julho
- Haptic, Alexander Gray Associates, Nova York, 7 de julho a 12 de agosto
- The African American Narrative, Maitland Art Center, Flórida, 15 de julho a 4 de setembro
- Her Wherever, Halsey McKay Gallery, East Hampton, 8 de outubro a 13 de novembro
- Real / Radical / Psychological: The Collection on Display, Mildred Kemper Art Museum, St. Louis, 9 de setembro de 2016 a 15 de janeiro de 2017
- Reading the Image: Text in American Art Since 1969, Lyman Allyn Art Museum, New London, CT, 8 de outubro de 2016 a 22 de janeiro de 2017
- Art AIDS America, Alphawood Gallery, 1 de dezembro de 2016 a 2 de abril de 2017

2017
- Expanding Tradition: Selections from the Larry D. and Brenda A. Thompson Collection, Georgia Museum of Art, University of Georgia, Athens, 28 de janeiro a 7 de maio
- Picturing Math: Selections from the Department of Drawings and Prints, Metropolitan Museum of Art, Nova York, 31 de janeiro a 1 de maio
- Masterclass: A Survey of Work from the Twentieth Century, Pavel Zoubok Gallery, Nova York, 28 de fevereiro a 8 de abril
- A Birthday Present as a Watch: Ketuta Alexi-Meskhishvili, Talia Chetrit, Ann Craven, Howardena Pindell, Thea Djordjadze and Hannah Weinberger, Galerie Frank Elbaz, Paris, 18 de março a 17 de junho
- Power, Sprüth Magers, Los Angeles, 29 de março a 10 de junho
- Painting on the Edge: A Historical Survey, Stephen Friedman Gallery, Londres, 8 de junho a 29 de julho
- 20/20: The Studio Museum in Harlem and Carnegie Museum of Art, Carnegie Museum of Art, Pittsburgh, 22 de julho a 31 de dezembro
- Time as Landscape: Inquiries of Art and Science, Cornell Fine Arts Museum, Rollins College, Winter Park, Flórida, 28 de setembro a 31 de dezembro
- We Wanted a Revolution: Black Radical Women, 1965–85, Brooklyn Museum, Nova York, 21 de abril a 17 de setembro de 2017; California African American Museum, Los Angeles, 13 de outubro de 2017 a 14 de janeiro de 2018; Albright-Knox Art Gallery, Buffalo, 17 de fevereiro a 23 de maio de 2018; Institute of Contemporary Art, Boston, 26 de junho a 30 de setembro de 2018
- Magnetic Fields: Expanding American Abstraction, 1960s to Today, Kemper Museum of Contemporary Art, Kansas City, Missouri, 8 de junho a 17 de setembro de 2017; National Museum of Women in the Arts, Washington, D.C., 13 de outubro de 2017 a 21 de janeiro de 2018; Museum of Fine Arts, St. Petersburg, Flórida, 5 de maio a 5 de agosto de 2018
- An Incomplete History of Protest: Selections from the Whitney's Collection, 1940–2017, Whitney Museum of American Art, Nova York, 18 de agosto de 2017 a abril de 2018
- Delirious: Art at the Limits of Reason, 1950-1980, Metropolitan Museum of Art, 13 de setembro de 2017 a 21 de janeiro de 2018
- Soul of a Nation: Art in the Age of Black Power, Tate Modern, Londres, 12 de julho a 22 de outubro de 2017; Crystal Bridges Museum of American Art, Bentonville, Arkansas, 2 de fevereiro a 20 de abril de 2018; Brooklyn Museum, Nova York, 7 de setembro de 2018 a 3 de fevereiro de 2019

2018
- Histórias Afro-Atlânticas, Museu de Arte de São Paulo Assis Chateaubriand, Brasil, 28 de junho a 21 de outubro
- Outliers and American Vanguard Art, National Gallery, Washington D.C., 28 de janeiro a 13 de maio de 2018; High Museum of Art, Atlanta, 24 de junho a 30 de setembro de 2018; Los Angeles County Museum of Art, 18 de novembro de 2018 a 18 de março de 2019

## Coleções
- Brooklyn Museum, Brooklyn, Nova York[38]
- Corcoran Gallery of Art, Washington, D.C.
- Everson Museum of Art, Syracuse, Nova York
- Fogg Art Museum, Harvard University.
- Heckscher Museum of Art, Huntington, Nova York
- Henie Onstad Kunstsenter, Høvikodden, Noruega
- High Museum of Art, Atlanta, Geórgia
- Institute of Contemporary Art Boston, Boston, Massachusetts[39]
- Kemper Art Museum, Washington University in St. Louis.[39]
- Louisiana Museum of Modern Art, Copenhaga
- Metropolitan Museum of Art, Nova York
- Mint Museum of Art, Charlotte, Carolina do Norte
- Museum of Contemporary Art, Chicago, Illinois
- Museum of Fine Arts, Boston, Boston, Massachusetts
- Museum of Fine Arts, Houston, Texas
- Museum of Modern Art, Nova York
- National Academy Museum, Nova York
- National Gallery of Art, Washington, D.C.
- Newark Museum, Nova Jersey
- Pennsylvania Academy of the Fine Arts, Filadélfia, Pensilvânia
- Philadelphia Museum of Art, Filadélfia, Pensilvânia[40]
- Neuberger Museum of Art, Purchase College, State University of New York
- Smithsonian Museum of American Art, Washington, D.C.
- The Studio Museum in Harlem, Nova York[39]
- Virginia Museum of Fine Arts, Richmond, Virginia
- Wadsworth Atheneum, Hartford, Connecticut
- Walker Art Center, Minneapolis, Minnesota[39]
- Whitney Museum of American Art, Nova York[39]
- Yale University Art Gallery, New Haven, Connecticut
- Zimmerli Art Museum, Rutgers, The State University of New Jersey, New Brunswick.

## Prêmios
Pindell recebeu a Bolsa Guggenheim de pintura em 1987, o Prêmio de Trabalho ou Desempenho Mais Distinto, concedido pela College Art Association em 1990, o Prêmio de Artista do Studio Museum of Harlem, o Prêmio de Contribuição Distinta ao Prêmio Profissão do Women's Caucus for Art em 1996, duas National Endowment for the Arts Fellowships e uma bolsa de estudos para artistas dos Estados Unidos em 2020.
Ela também possui doutorados honorários do Massachusetts College of Art and Design e Parsons The New School for Design.